# Bosbrand in Peshtigo (1871)
De bosbrand in Peshtigo, die in de vroege ochtend van 8 oktober 1871 begon en grote delen van het noordoosten van de staat Wisconsin vernietigde, wordt beschouwd als de dodelijkste natuurbrand in de Amerikaanse geschiedenis. Schattingen over het dodental lopen uiteen van 1.500 tot 2.500.

## Geschiedenis
Peshtigo was een hout- en houtzagerijstad en thuisbasis van wat toen een van de grootste houtproductenfabrieken in de Verenigde Staten was. Net als veel andere steden in het Midwesten was de stad zeer kwetsbaar voor vuur. Bijna elk bouwwerk in de stad was een gebouw met een houten skelet, en daarnaast waren de wegen in en buiten de stad bedekt met zaagsel en was er de belangrijkste brug van de stad ook van hout.
De zomer van 1871 was bijzonder droog in het noordelijke deel van het Midwesten van Amerika. De brand is vermoedelijk ontstaan doordat kleine branden die werden gebruikt voor het vrijmaken van landbouwgrond, het zogenaamde hakken en branden, uit de hand liepen waardoor een vuurstorm werd veroorzaakt.
Het vuur verspreidde zich door de droogte razendsnel en naar schatting 4.900 vierkante kilometer werd verwoest. Het vuur verbrandde naast Peshtigo ook elf andere steden, maar de schade in Peshtigo was het grootst. De stad was binnen een uur verdwenen en er kwamen daar 800 mensen om het leven.
Ondanks de enorme omvang van de brand werd deze overschaduwd door de grote brand van Chicago, die dezelfde dag ongeveer 250 mijl verderop begon.

## Galerij

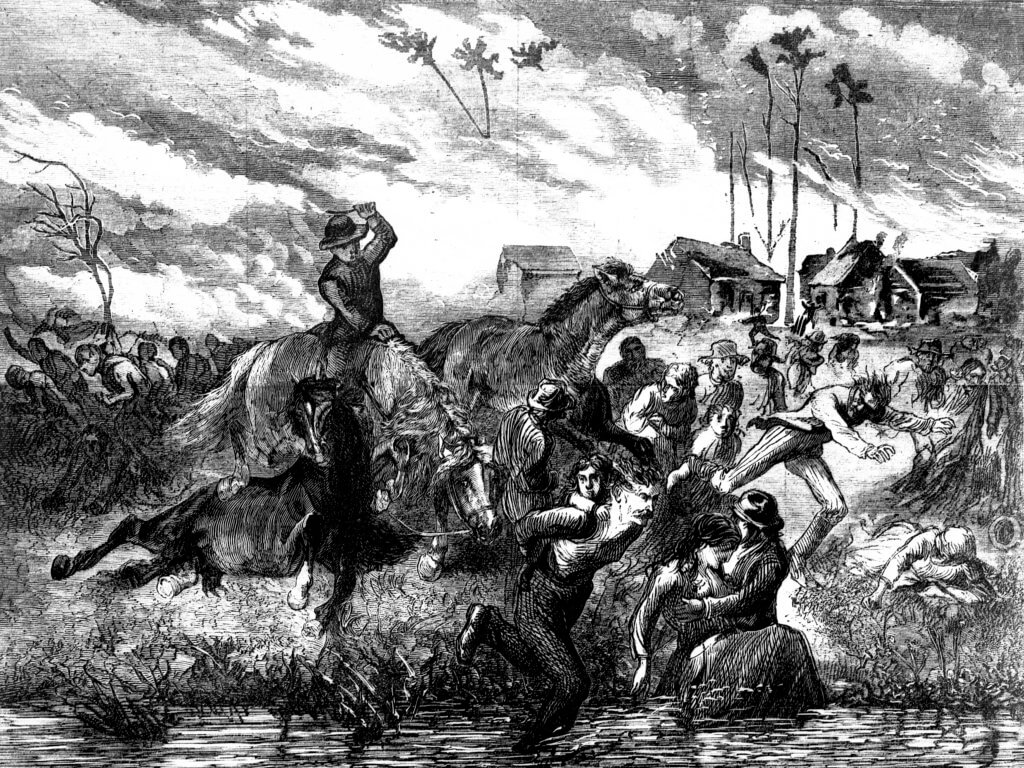
Mensen die hun toevlucht zoeken in de Peshtigo-rivier. Ontleend aan Harper's Weekly, 1871 pagina 1037
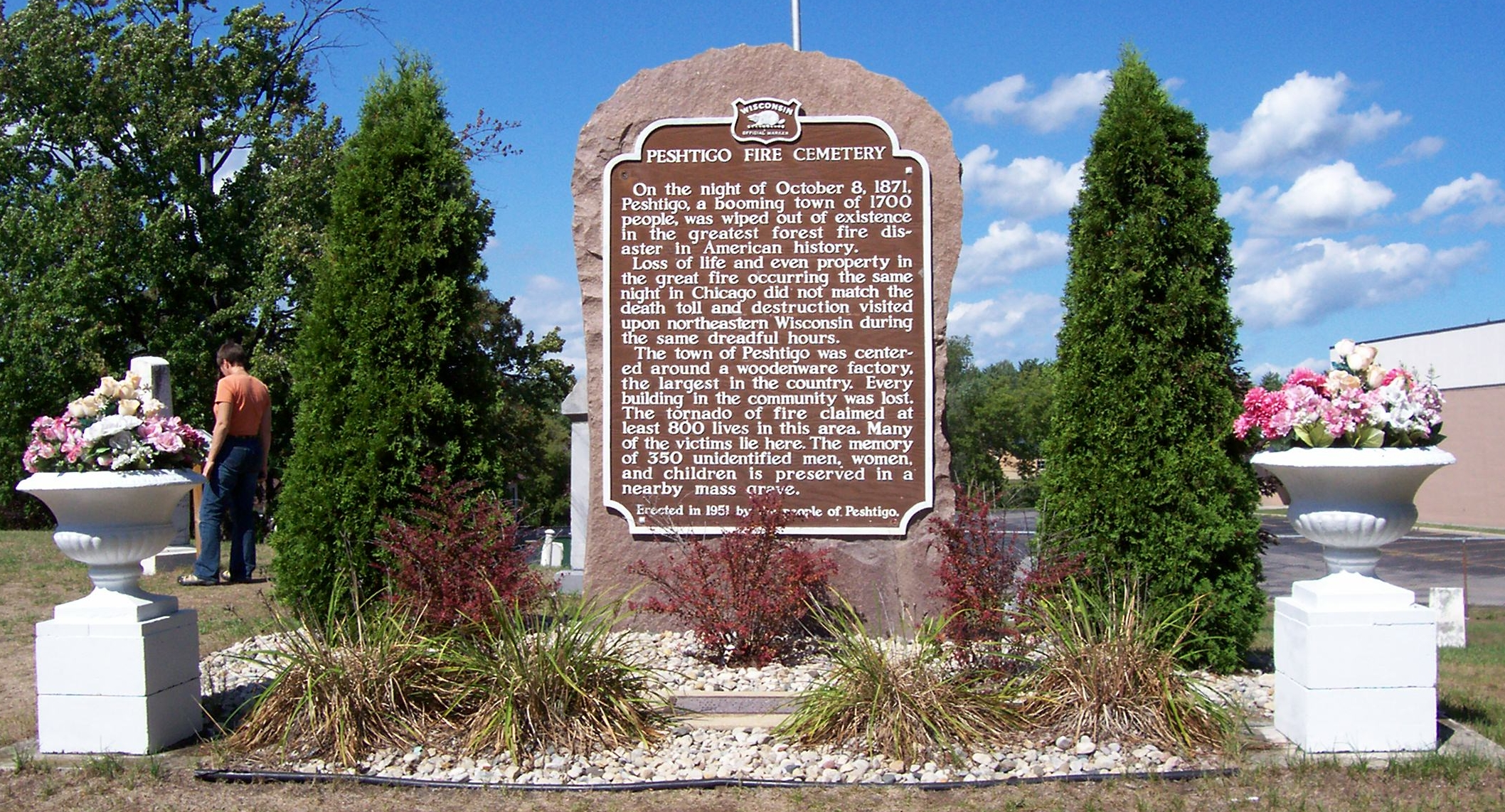
Het monument voor de slachtoffers op de Peshtigo Fire begraafplaats, naast het Peshtigo Fire Museum
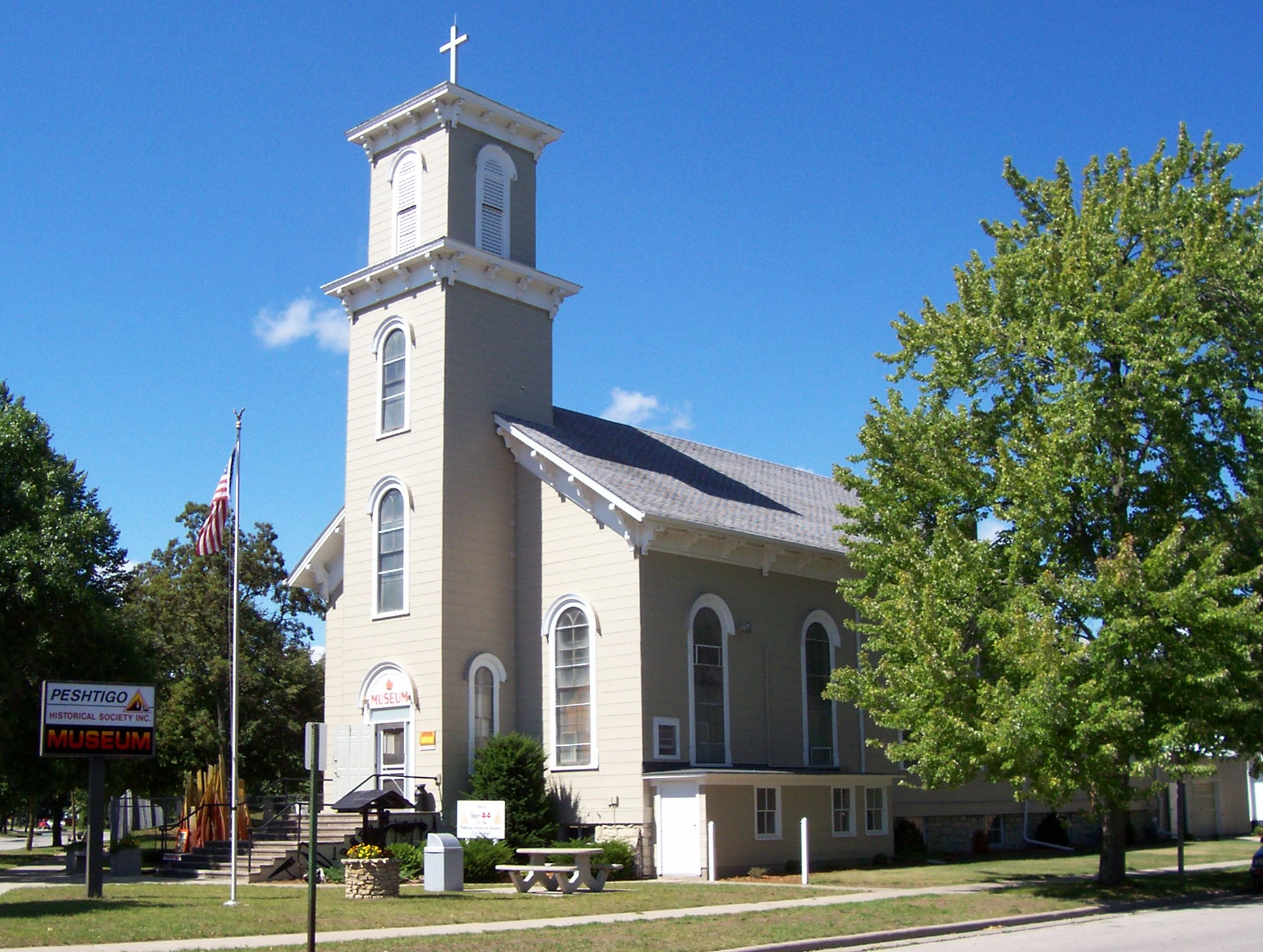
Aanblik van het Peshtigo Fire Museum